# Maricica Puică

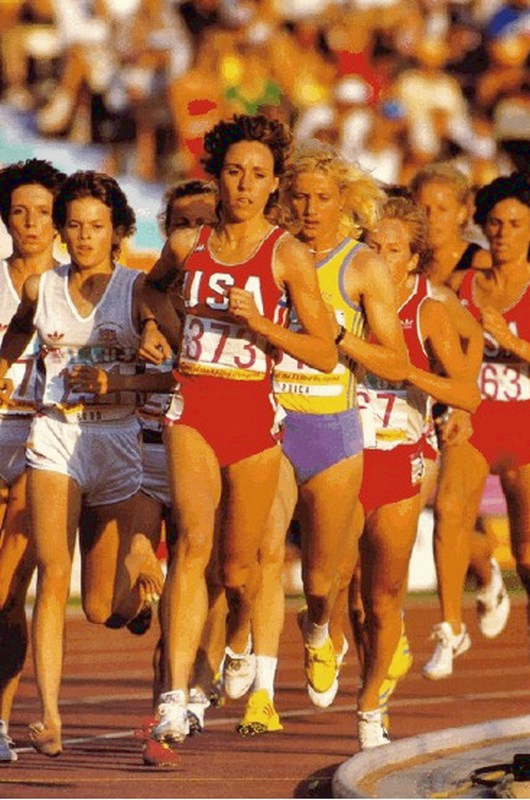
Aan het begin van de olympische 3000 meter-finale in 1984 gaat Mary Decker nog aan kop, met schuin achter zich Zola Budd (op blote voeten!). Maricica Puică loopt in het kielzog van Decker.

Maricica Puică-Luca (Iași, 29 juli 1950) is een Roemeense oud-atlete, die gespecialiseerd was in de 1500 m en de 3000 m. Ze nam deel aan vier Olympische Spelen en werd olympisch kampioene op de 3000 m op de Spelen van 1984. Bovendien veroverde zij ook eenmaal olympisch brons.

## Biografie

### Bescheiden begin
Aan het begin van de loopbaan van Maricica Puică zag het er niet naar uit, dat zij internationaal tot grote daden in staat zou zijn. Op de Olympische Spelen van 1976 werd zij op de 1500 m al in de kwalificatieronde uitgeschakeld. Een jaar later veroverde de Roemeense haar eerste nationale titel op de 3000 m, om vervolgens in 1978 - ze was toen inmiddels al 27 jaar oud - derde te worden op de wereldkampioenschappen veldlopen, een discipline waarin zij later tot tweemaal toe, in 1982 en 1984, de titel zou veroveren. Op de Europese kampioenschappen van 1978 in Praag bereikte zij echter tweemaal een finale. Na eerst op de 3000 m in 8.40,90 vierde te zijn geworden achter de Sovjet-Russische Svetlana Ulmasova (goud in 8.33,16), haar landgenote Natalia Marasescu (zilver in 8.33,53) en de Noorse Grete Waitz (brons in 8.34,33), werd zij in de finale van de 1500 m elfde.
Twee jaar later bereikte zij tijdens de Olympische Spelen van 1980 op de 1500 m de finale opnieuw, maar kon daarin niet imponeren en finishte als zevende in 4.01,26.

### Wereldtitel en wereldrecord
Het tij keerde in 1982. Aan het begin van dat jaar was Puică tijdens de Europese indoorkampioenschappen in Milaan op de 3000 m in 8.54,26 tweede geworden achter de Italiaanse winnares Agnese Possamai, die 8.53,77 liet noteren. Enkele weken later behaalde zij op de WK veldlopen in Rome haar eerste van de twee wereldtitels die zij in dit metier zou veroveren. Vervolgens slaagde zij er tijdens het baanseizoen in om op de EK in Athene, net als vier jaar eerder in Praag, zowel op de 1500 als de 3000 m de finale te bereiken. Met dit verschil dat zij nu in de eerste finale op drie tiende seconde achterstand vierde werd, waarna zij op de 3000 m het zilver veroverde. Svetlana Ulmasova prolongeerde op deze afstand in 8.30,28, een toernooirecord, haar titel, terwijl Puică er in 8.33,33 drie seconden langer over deed. Terug in Italië, in Rieti ditmaal, liep de Roemeense op 9 september een wereldrecord op de Engelse mijl in 4.17,44, flink wat sneller dan het record dat de Amerikaanse Mary Decker precies twee maanden eerder in Parijs op 4.18,08 had gesteld.

### Olympisch goud en brons
1984 werd het succesvolste jaar in de carrière van Maricica Puică. Na aan het begin van het jaar in het Amerikaanse East Rutherford allereerst haar tweede wereldtitel bij het veldlopen te hebben veroverd, reisde het Roemeense tweetal Doina Melinte en Maricica Puică naar Los Angeles af als favorietes voor eremetaal op de middellange afstanden, temeer daar deze Olympische Spelen door de atleten van de Sovjet-Unie werden geboycot. Nadat Puică zich op 8 augustus had gekwalificeerd voor de finale van de 3000 m en op 9 augustus voor die van de 1500 m, vond op 10 augustus de finale van de 3000 m plaats, die de geschiedenis zou ingaan als de wedstrijd waarin Mary Decker en Zola Budd, twee andere favorietes voor de zege, met elkaar in aanraking kwamen, waardoor Decker viel en Budd terugviel. Maricica Puică en de Britse Wendy Sly namen vervolgens de kop over, waarna de Roemeense in de laatste 200 meter afstand nam van de Britse en won in 8.35,96, een olympisch record. Sly finishte als tweede in 8.39,47. Een dag na deze memorabele finale was Puică de enige van het 3000 meter-veld die tevens aantrad voor de finale van de 1500 m. Achter Gabriella Dorio (goud in 4.03,25) en Doina Melinte (zilver in 4.03,76) wist Puică in 4.04,15 de bronzen medaille te veroveren.

### Verdere successen
In de jaren die volgden bleef Puică op de internationale toernooien aanvankelijk op twee paarden wedden, de 1500 en de 3000 m. In 1986 werd zij in het eindklassement van het Grand Prix-circuit eerste op de 1500 m, in 1987 gevolgd door een eerste plaats op de 3000 m. Op de EK van 1986 in Stuttgart werd de Roemeense op de 3000 m tweede achter de Russische Olga Bondarenko, gevolgd door een vijfde plaats op de 1500 m. Kort daarvoor had zij in Londen op de incourante 2000 m het wereldrecord verbeterd door een tijd van 5.28,69 te laten noteren.
Op de wereldindoorkampioenschappen van 1987 in Indianapolis hadden Doina Merlinte en Maricica Puică de zaken verdeeld. Terwijl Melinte de 1500 m voor haar rekening nam, die zij won, kwam haar landgenote uit op de 3000 m en veroverde hierop brons achter de twee Russinnen Tetjana Samolenko (goud in 8.46,52) en Olga Bondarenko (zilver in 8.47,08). Puică finishte in 8.47,9. Later dat jaar, op de WK in Rome, zat Samolenko haar op de 3000 m opnieuw dwars. De Russin won in 8.38,73, terwijl Puică tot 8.39,45 kwam.
Een jaar later moest zij op de Olympische Spelen in Soel haar 3000 m reeds in de kwalificatieronde op 200 meter voor de finish voortijdig afbreken. Haar laatste medaille op een groot toernooi veroverde zij in 1989 op de EK indoor in Den Haag, waar zij op de 3000 m in 9.15,47 de bronzen medaille behaalde achter de Nederlandse winnares Elly van Hulst (goud in 9.10,01) en de Britse Nicky Morris (zilver in 9.12,37).

### Einde
Aan het eind van dat jaar zette Maricica Puică op 39-jarige leeftijd een punt achter haar atletiekloopbaan. Vervolgens ontwikkelde zij zich, in de voetsporen van haar echtgenoot, tot trainster en begeleidde in die hoedanigheid loopsters als Paula Ivan en Violeta Beclea naar de wereldtop.

## Titels
- Olympisch kampioene 3000 m - 1984
- Wereldkampioene veldlopen - 1982, 1984
- Roemeens kampioene 1500 m - 1982
- Roemeens kampioene 3000 m - 1977, 1980, 1981, 1982, 1984, 1985
- Roemeens kampioene 10.000 m - 1987
- Roemeens kampioene veldlopen (lange afstand) - 1978, 1979, 1982, 1983, 1984

## Persoonlijke records
Outdoor
| Onderdeel   | Prestatie           | Datum            | Plaats        |
| ----------- | ------------------- | ---------------- | ------------- |
| 800 m       | 1.57,8              | 1979             |               |
| 1000 m      | 2.31,50 (NR)        | 1 juni 1986      | Poiana Brašov |
| 1500 m      | 3.57,22             | 1 juli 1984      | Boekarest     |
| 1 Eng. mijl | 4.17,33 (ex-AR)     | 21 augustus 1985 | Zürich        |
| 2000 m      | 5.28,69 (ex-WR; NR) | 11 juli 1986     | Londen        |
| 3000 m      | 8.27,83             | 7 september 1985 | Rome          |
| 5000 m      | 15.06,04            | 1985             |               |

Indoor
| Onderdeel   | Prestatie | Datum            | Plaats   |
| ----------- | --------- | ---------------- | -------- |
| 1 Eng. mijl | 4.28,55   | 10 maart 1982    | Milaan   |
| 3000 m      | 8.43,49   | 27 februari 1987 | New York |

## Palmares

### 1500 m
- 1976: 5e in serie OS - 4.12,62
- 1978: 11e EK - 4.09,3
- 1980: 7e OS - 4.01,26
- 1982:  Roemeense kamp. - 3.57,48
- 1982: 4e EK - 3.59,31
- 1984:  OS - 4.04,15
- 1986: 5e EK - 4.03,90 s

### 3000 m
- 1977:  Roemeense kamp. - 9.09,78
- 1978: 4e EK - 8.40,90 s
- 1980:  Roemeense kamp. - 9.00,2
- 1981:  Roemeense kamp. - 8.49,27
- 1981:  World Cup Rome - 8.55,80
- 1982:  EK indoor - 8.54,26
- 1982:  Roemeense kamp. - 8.42,15
- 1982:  EK - 8.33,33
- 1984:  Roemeense kamp. - 8.33,57
- 1984:  OS - 8.35,96
- 1985:  Roemeense kamp. - 8.40,16
- 1986:  EK - 8.35,92
- 1987:  WK indoor - 8.47,92
- 1987:  WK - 8.39,45
- 1988: DNF in serie OS
- 1989:  EK indoor - 9.15,49

### 10.000 m
- 1987:  Roemeense kamp. - 33.32,97

### veldlopen
- 1978:  Roemeense kamp. (lange afstand) - 12.23
- 1978:  WK (afstand 4728 m) - 16.59
- 1978:  landenklassement WK veldlopen
- 1978:  Roemeense kamp. (lange afstand) - 15.36
- 1982:  Roemeense kamp. (lange afstand) - 14.45
- 1982:  WK (afstand 4663 m) - 14.38,9
- 1983:  Roemeense kamp. (lange afstand) - 13.47
- 1984:  Roemeense kamp. (lange afstand) - 14.24
- 1984:  WK (afstand 5 km) - 15.56

1984 Maricica Puică ·
1988 Tatyana Samolenko-Dorovskich ·
1992 Jelena Romanova